# حامد باكايوكو
حامد باكايوكو (8 مارس 1965 – 10 مارس 2021)، كان سياسيًا في ساحل العاج، وشغل منصب رئيس الوزراء في الفترة من 8 يوليه عام 2020 حتى وفاته في 10 مارس 2021 في سن 56.

## حياته المهنية
أصبح باكايوكو رئيسًا للوزراء بالوكالة في 2 مايو 2020 عندما ذهب رئيس الوزراء أحمد غون كوليبالي إلى فرنسا لإجراء فحص للقلب. عاد كوليبالي في 2 يوليو واستأنف مهامه، ولكن بعد أقل من أسبوع أعتلت صحته خلال اجتماع لمجلس الوزراء وتوفي. تولى باكايوكو زمام الأمور مؤقتًا، وتم تأكيد رئاسته للوزراء في 30 يوليو 2020. في 8 مارس 2021، جرى حل باتريك أتشي محله رئيسا للوزراء بصورة مؤقتة، وعُين شقيق الرئيس واتارا الأصغر تيني وزيرا مؤقتا للدفاع.

## حياته الشخصية
كان باكايوكو سيدًا كبيرًا في المحفل الماسوني بساحل العاج.

### صحته ووفاته
أعلن باكايوكو في 6 أبريل 2020 أنه قد ثبت إصابته بـفيروس كورونا، تلا ذلك إعلان في 17 أبريل أنه قد تعافى تمامًا. وعانى بعد ذلك من عدوى ثانية بفيروس كورونا ومن الملاريا الحادة. تلقى علاجًا مطولًا في فرنسا مرتين في أوائل عام 2021. وفي 6 مارس 2021 نُقل إلى المركز الطبي الجامعي فرايبورغ لتلقي مزيد من العلاج. وقيل إنه خضع لعلاج السرطان هناك وقيل إنه «في حالة حرجة». توفي باكايوكو في 10 مارس 2021.